# Уорд, Ребекка
Ребекка "Бекка" Уорд (англ. Rebecca "Becca" Ward, родилась 7 февраля 1990 в Гранд-Джанкшене, штат Колорадо, США) — американская фехтовальщица на саблях. Чемпионка мира 2006 года в личном первенстве (победила в финале соотечественницу Мариэль Загунис со счётом 15:11), дважды бронзовый призёр летних Олимпийских игр 2008 года в личном и командном первенстве. Первая в истории NCAA трёхкратная чемпионка по фехтованию на саблях в личном первенстве (2009, 2011, 2012). Включена в Зал славы фехтования США в 2015 году.

## Биография

### Личная жизнь
Родилась в городе Гранд-Джанкшен (штат Колорадо, США). Родители — Билл и Бет. Есть брат Уильям. Школьное образование получала на дому. Проживала в Седар-Милл, районе Портленда

### Основные достижения
Ребекка выступала за клуб «Орегон Фенсин Эллайанс» (англ. Oregon Fencing Alliance), тренеры — Эд Корфанты и Яцек Хухвайда. В категориях U17, U20, молодёжной и основных сборных она завоевала огромное количество наград к 2006 году: на чемпионате мира по фехтованию в Турине завоевала золото в личном первенстве по фехтованию на саблях и серебро в командном первенстве. На юниорском уровне считалась одной из наиболее перспективных американских фехтовальщиц своего поколения. В июле 2007 года занимала 1-е место в рейтинге саблисток как Кубка мира, так и чемпионата мира и связанных с ним соревнований. Выиграла Гран-при в Лас-Вегасе, пропустив за все поединки только 30 уколов (в среднем по 5 уколов за матч).

### Колледж
Уорд окончила Университет Дьюка, её научным руководителем был Алекс Бегине. Получила степень в области общественных отношений и психологии, а также сертификат в области энергетики и окружающей среды. 22 марта 2009 года Ребекка выиграла женский чемпионат NCAA по фехтованию на саблях, но не смогла защитить титул через год, уступив Кэролайн Влока из Гарвардского университета в финале. 27 марта 2011 года Уорд взяла реванш у Влока в полуфинале чемпионата NCAA и в финале победила Элизу Стоун со счётом 15:12. В 2012 году она победила Монику Аксамит из университета Пенн-Стейт, став первой трёхкратной чемпионкой студенческих соревнований по фехтованию на саблях в истории NCAA. За всё время обучения она провела 279 боёв, победив 272 раза и проиграв всего 7 раз (97,5% побед), что стало рекордом университета.

### Олимпийские игры 2008
Уорд была одним из фаворитов на победу в личном первенстве на Олимпиаде в Пекине. Первый матч она выиграла без особой трудности: её соперница, испанка Арасели Наварро получила травму плеча и отказалась от борьбы (на тот момент Уорд вела 12:7). В 1/8 финала она прошла венгерку Оршойю Надь (15:5), а в четвертьфинале с большим трудом победила представительницу Туниса Аззу Бесбес со счётом 15:14. В полуфинале ей противостояла одноклубница и соотечественница Мариэль Загунис, которой Ребекка уступила 11:15. Загунис выиграла свой финал, а Уорд в матче за третье место победила россиянку Софью Великую (15:14).
В командном первенстве сборная США (Мариэль Загунис, Садой Джекобсон и Ребеккой Уорд) считалась фаворитом. В четвертьфинале американки победили сборную ЮАР 45:8, но в полуфинале уступили сборной Украины, посеянной под пятым номером, 45:39 и лишились шансов на золото. В матче за бронзовые медали команда США победила Францию 45:38, причём последний поединок проводила именно Ребекка Уорд.

### После карьеры фехтовальщицы
Занимает пост помощника по энергетической и экологической политике сенатора США Джеффа Меркли, директор отделения фехтования на саблях фехтовального клуба города Арлингтон (штат Виргиния).

## Спортивные достижения

### Личное первенство
Летние Олимпийские игры:
- Бронзовый призёр (1): 2008.

Чемпионат мира по фехтованию:
- Чемпион (1): 2006.

### Командное первенство
Летние Олимпийские игры:
- Бронзовый призёр (1): 2008.

Чемпионат мира по фехтованию:
- Серебряный призёр (1): 2006.